# Hans Mayr (Politiker, 1928)
Hans Mayr (* 27. Juni 1928 in Wien; † 25. Oktober 2006 ebenda) war ein österreichischer Politiker (SPÖ).

## In Gemeinderat und Nationalrat
Mayr wurde im 16. Wiener Gemeindebezirk, Ottakring, einem Arbeiterbezirk, geboren. Nach der Matura an der HTL Ottakring war er zunächst in der staatlichen  Pensionsversicherungsanstalt der Angestellten tätig und erreichte dort die Position eines Direktors. Bereits von Jugend an engagierte er sich in der Wiener Sozialdemokratie. Ab 1963 vertrat er, als die Bürgermeister Franz Jonas und Bruno Marek amtierten, die SPÖ im Wiener Gemeinderat und Landtag. Im 15. Gemeindebezirk, Rudolfsheim-Fünfhaus, wurde er 1971, in der Amtszeit von Bürgermeister Felix Slavik, SPÖ-Bezirksobmann, 1971–1973 war er Abgeordneter zum damals von Bruno Kreisky mit absoluter SPÖ-Mehrheit dominierten  Nationalrat.

## Wiener Finanzstadtrat und Vizebürgermeister
1973 wurde er vom im gleichen Jahr angetretenen Bürgermeister Leopold Gratz in Landesregierung und Stadtsenat Gratz II zum amtsführenden Stadtrat für Finanzen und Wirtschaft berufen (siehe auch Gratz III und IV).
1984 machte ihn der neue Bürgermeister Helmut Zilk außerdem zum Vizebürgermeister (siehe Landesregierung und Stadtsenat Zilk I bis Zilk III). Der zurückgetretene Gratz verabschiedete sich bald auch aus seinen Wiener Parteifunktionen. 1985 wurde Mayr stellvertretender Wiener Parteivorsitzender. Da Zilk sich nicht intensiv in die Parteipolitik involvieren wollte, um auch für Nicht-Sozialdemokraten wählbar zu sein, folgte Mayr 1988 Gratz als Wiener Parteichef nach.
Für Zilks oft spontane Ideen besorgte Mayr stets loyal die nötigen Mittel aus dem Stadtbudget; andererseits redete Zilk Mayr in dessen Wirtschaftspolitik (u. a. Führung der Wien Holding als externes Steuerungsinstrument für die vielen ganz oder teilweise im Besitz der Stadt befindlichen Unternehmen) nichts drein. So kamen die beiden sehr unterschiedlichen Persönlichkeiten zumeist gut miteinander aus.

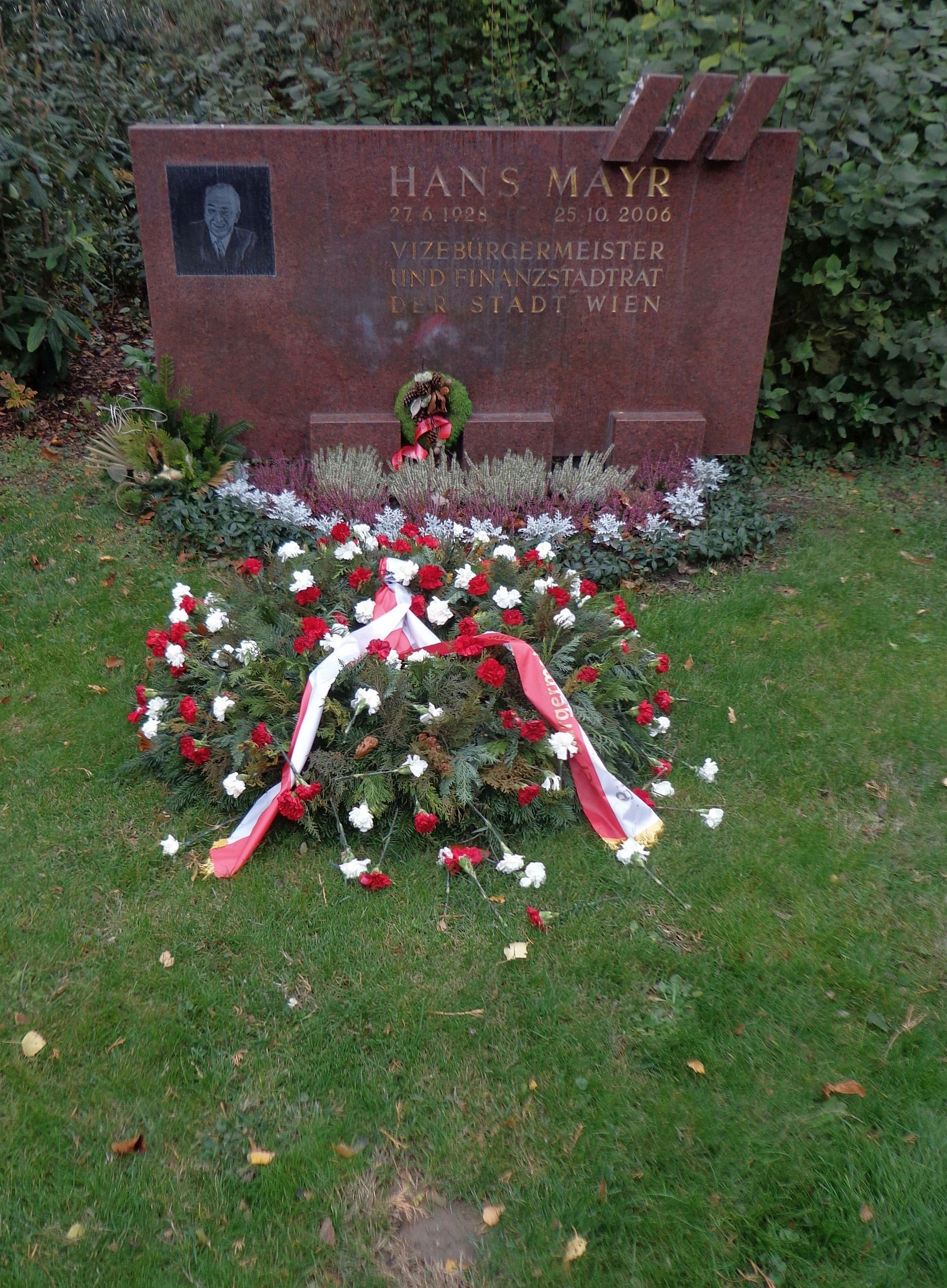
Wiener Zentralfriedhof – Ehrengrab von Vizebürgermeister Hans Mayr

Zu den wichtigsten Investitionen in der Amtszeit Hans Mayrs gehörten die Weiterführung des U-Bahn-Baus, die Fertigstellung des neuen Allgemeinen Krankenhauses (Universitätskliniken), der Neubau mehrerer Donaubrücken, der Bau der UNO-City (die Stadt war Minderheitsbeteiligter), der Bau des von Hundertwasser gestalteten Fernheizwerks Spittelau und die Etablierung des Theaters an der Wien als Musicalbühne. Er gründete gemeinsam mit der Wirtschaftskammer Wien den Wiener Wirtschaftsförderungsfonds (heute Wirtschaftsagentur Wien genannt), um Betriebe zur Ansiedlung in Wien zu gewinnen, und fungierte 1984–1996 als Präsident des Wiener Tourismusverbandes, den er finanziell aus dem Stadtbudget stark unterstützte.
Nach 21 Jahren Tätigkeit als Finanzstadtrat trat Mayr am 7. November 1994 gleichzeitig mit Bürgermeister Zilk zurück. 1995–2002 fungierte Mayr als Präsident des Aufsichtsrates des Bauunternehmens Porr.
Nach seinem Tod wurde Mayrs Urne in einem Ehrengrab auf dem Wiener Zentralfriedhof beigesetzt. Im Juni 2013 wurde im 22. Bezirk, Donaustadt, zu beiden Seiten der 2010 eröffneten, in Hochbauweise errichteten U-Bahn-Station Stadlau der Linie U2 bei der Kaisermühlenstraße der Hans-Mayr-Platz nach ihm benannt.

## Persönliches Profil
Mayr wirkte zumeist durchaus konziliant, übte anderen gegenüber aber bei Bedarf seine enorme reale Macht umstandslos und ohne Rücksicht auf Kritik aus. Mit den konservativen Wiener Wirtschaftspolitikern, insbesondere in der Wirtschaftskammer Wien, pflegte Mayr derart enge partnerschaftliche Verbindungen, dass diese als Kritiker der meist mit absoluter Mehrheit regierenden Wiener SPÖ ausfielen: Erstens waren sie in die Entscheidungen zumeist einbezogen worden, zweitens war die Stadtverwaltung als Auftraggeber der Wiener Wirtschaft einfach zu wichtig, um sich Totalopposition zu leisten.
Mayr galt als machtbewusster, pragmatischer Machertyp, der sich zuweilen aber auch für „visionäre“ Projekte erwärmen konnte. So überraschte er die Öffentlichkeit 1984 mit dem Vorschlag, die Rossauer Kaserne aus Gründen der Tourismusförderung in ein Opernhaus umzubauen, und auch große Tunnelbauvorhaben quer durch Wien fanden seine Unterstützung. Mayr gilt gemeinsam mit dem ÖVP-Politiker Jörg Mauthe als Vater des noch vor dem Ende des Ostblocks begonnenen Projekts Weltausstellung 1995 Wien–Budapest, das allerdings 1991 in einer Volksbefragung abgelehnt wurde.
Für Kritiker der sozialdemokratischen Wiener Stadtverwaltung war Mayr die Verkörperung des Roten Wien, eines riesigen, von außen kaum überblickbaren Macht- und Beziehungsgeflechts mit starkem Herrschaftsanspruch.

## Publikationen
- Wege in die Zukunft. In: Lainz – Pavillon V. Hintergründe und Motive eines Kriminalfalles. Ueberreuter, Wien 1989, ISBN 3-8000-3339-9, S. 128 ff.